# 王宗岳
王宗岳，一说陕西人，另说山西人，但尚无定论。太极宗师。王宗岳所傳「太極拳經」中的「打手歌」，與陳家溝所傳的「打手歌」相似，另外王宗岳所著的「春秋刀殘譜」，也和陳家溝傳下的「陳家溝春秋刀殘譜」，有共通之處。王宗岳所著「陰符槍譜」序文稱他曾於乾隆五十五年(1790年)前後，住在河南省的洛陽(陳家溝所在地)。與陳家溝第十四代陳長興（1771年~1853年)同時代人，之前陳家溝的拳法世代相傳。
現有博愛唐村李家後人指王宗岳在清朝乾隆年間曾在唐村教過六、七年書，山西人，在教書期間，跟李鶴林（李氏第十二世，康熙六十年生）學過拳。李鶴林善於經商，他的兒子李永達在舞陽縣開有鹽店。李鶴林是李岩後輩。

## 陳王廷（奏廷）與李岩
根據博愛唐村李家的家譜記載，李岩(信)和他的二哥李仲、陳溝姑表陳奏廷在博愛縣千載寺三聖門太極宮拜師結義，以養生功十三式拳和箭藝相授。
明末時頻年飢荒久旱，李信為飢民進言地方官員（邑令），要求停征稅糧、可惜不被接納，自己捐出二百余石賑災。反被指私散家財，買眾心以謀不軌，被誣下獄。飢民因而集眾殺邑令，劫獄。
李信因此而加入李自成反明義軍為軍師，改名岩，最終於崇禎十七年被殺。李岩娶妻陳氏(陳家溝陳姓人)、孔氏……”。 陳、李兩家是世交，通婚多年。

## 太極拳
就是陳奏廷在太極宮結義，授與李氏兄弟的陳家溝拳術頭套十三式拳。

## 王宗岳太極拳承傳
陳王廷傳授與李氏兄弟，……歷傳至李鶴林（李氏第十二世，康熙六十年生）。李鶴林傳兒子李永達（在舞陽縣開有鹽店）和王宗岳，王宗岳授太極拳譜與武氏兄弟

## 趙堡镇太極拳之說
王宗岳乃明万历年间山西太谷县小王堡村人。王宗岳父亲叫王祖通，生三子一女，长子王宗行，次子王宗岳(王二)，三子王宗梁，一女名字不祥。蒋发于明万历二十四年赴山西跟随王林桢(字宗岳)学拳七年。返乡后，在温县赵堡镇传授此技。因此，王宗岳是赵堡太极拳宗师，蒋发是第二代传人。继而，三传邢喜怀，四传张楚臣，五传陈敬柏，六传张宗禹，七传张彦，八传陈清平。武当传统三合一太极拳，宗岳传给了河南温县赵堡镇的蒋发先师(由此而称为北派太极拳)。
小王堡村流传着一个铁胳膊王二的故事：王二出生在一个武术世家，父亲经商。他从小和父亲学习练武。有一年，一位邋遢道人雲游天下，途径太谷小王堡村时，病到在街头，穷困潦倒无人理会。王二遇到后，看的可怜，就背回了家中，每日服侍如父，道人十分感动，他见王二如此心地善良，而且悟性很高，便将自己的武功传授给了王二。王二得此功法后更加勤奋，武功大长。有一次在一家坟地裡，王二用胳膊竟把六尺高的巨大石柱一下子给磕成两截，由此，“铁胳膊王二”便在方圆几十里的人群中流传开来。事后人们才知道那个道人竟是张三丰。李国梁说：这个故事虽然有些神化，但不会是捕风捉影，肯定有原型。

## 与王宗
王宗岳與王宗係屬二人。與擅內家拳的王宗無關，兩人不同年代，不同籍貫。王宗字嶽崎，陝西人，世居恒山之王莊堡。黃梨洲的《王征南墓誌銘》載：「三丰之術，百年以後，流傳於陝西，而王宗為最著。」